# Johan Emil Blomén
Johan Emil Blomén, född 30 mars 1860 i Arvika församling , död 5 juli 1920, var en svensk fysiker och kemist.
Blomén blev elev vid Stockholms Ateneum 1876 och avlade mogenhetsexamen där 1880. Han utexaminerades från krigsskolan på Karlberg 1881 blev underlöjtnant vid fortifikationen samma år men tog kort därpå avsked för studier vid Uppsala universitet. Åren 1882–1884 var Blomén privatamanuens hos Per Teodor Cleve vid kemiska institutionen i Uppsala, avreste därefter till USA, där han 1884–1886 ägnade sig åt gasindustrin och senare åt sprängämnesindustrin. År 1892 anlade han en fabrik för tillverkning av det av honom uppfunna sprängämnet joveite. Blomén var 1894–1896 extra ordinarie professor i fysik vid Columbian University i Washington och praktiserade som kemist i New York. Under en period var han disponent för DuPontfabrikerna för sprängämnen och rökfritt krut. Blomén var 1909–1915 anställd vid New York Public Library för att vid inflyttningen i dess nya byggnad ordna de vetenskapliga och tekniska avdelningarna och verkade på nytt som praktiserade kemist. Han erhöll 1893 mastergrad vid Columbian University 1893 och 1894 doktorsgrad.